# Christian Bösiger
 Der er for få eller ingen kildehenvisninger i denne artikel, hvilket er et problem. Du kan hjælpe ved at angive troværdige kilder til de påstande, som fremføres i artiklen.

Christian Bösiger (født 22. marts 1984 i Olten) er en schweizisk badmintonspiller. Han har ingen større internationale mesterskabs titler, men kvalificerede sig til VM i 2007 hvor han tabte i første runde imod Chetan Anand fra Indien. Bösinger var udtaget til at repræsentere Schweiz ved sommer-OL 2008, hvor han røg ud i anden runde mod Przemysław Wacha fra Polen.